# Mãnh Lạp
Huyện Mãnh Lạp (勐腊县; bính âm: Měnglà Xiàn, Mường La) là một huyện thuộc Châu tự trị dân tộc Thái Tây Song Bản Nạp, Vân Nam, Trung Quốc. Đây là huyện cực nam của tỉnh Vân Nam, phía đông và nam giáp với Lào và phía tây bắc giáp với Myanmar qua sông Mê Kông (Lan Thương). Mãnh Lạp có khí hậu nhiệt đới gió mùa, nhiệt độ trung bình hàng năm là 21 °C và lượng mưa là 1540 mm. Cá thể hổ Đông Dương hoang dã cuối cùng tại Trung Quốc được tin là đã bị giết gần Mãnh Lạp vào năm 2009. Thủ phạm được cho là đã bị tống giam 12 năm

## Hành chính
Huyện Mãnh Lạp được chia thành 10 đơn vị hành chính cấp hương, gồm 8 trấn và 2 hương dân tộc. Ngoài ra huyện này còn có 4 nông trường là các đơn vị ngang cấp hương trực thuộc.
- Trấn: Mãnh Lạp (勐腊镇-Mường La), Mãnh Bổng (勐捧镇-Mường Phăng), Mãnh Mãn (勐满镇-Mường Mãn), Mãnh Lôn (勐仑镇-Mường Luân), Ma Hàm (磨憨镇), Mãnh Bạn (勐伴镇-Mường Ban), Quan Lũy (关累镇), Dịch Vũ (易武镇)
- Hương dân tộc: Hương dân tộc Di: Tượng Minh (象明彝族乡); Hương dân tộc Dao: Dao Khu (瑶区瑶族乡)

Đơn vị ngang cấp hương
- Nông trường: Mãnh Lạp (勐腊农场), Mãnh Bổng (勐捧农场), Mãnh Mãn (勐满农场), Mãnh Tỉnh (勐醒农场)

## Giao thông
- Sân bay gần nhất là Sân bay Gasa Tây Song Bản Nạp
- Quốc lộ 213